# Crataegus contrita
Crataegus contrita är en rosväxtart som beskrevs av Chauncey Delos Beadle. Crataegus contrita ingår i hagtornssläktet som ingår i familjen rosväxter. Inga underarter finns listade i Catalogue of Life.